# 克诺贝尔陨击坑
克诺贝尔陨击坑（Knobel）是火星第勒尼安海区的一座撞击坑，其中心坐标位于南纬6.7度、西经226.8度处，直径123公里，该特征名取自英国天文学家爱德华·克诺贝尔（1841年-1930年），1973年被国际天文联合会行星系统命名工作组批准接受。